# Los Toldos
Los Toldos is een plaats in het Argentijnse bestuurlijke gebied General Viamonte in de provincie Buenos Aires. De plaats telt 13.462 inwoners.
Dit is de geboortestad van Eva Perón.